# .sy
.sy је највиши Интернет домен државних кодова (ccTLD) за Сирију.